# Hammer Hill
Der Hammer Hill (englisch für Hammerhügel, in Argentinien gleichbedeutend Colina Martillo) ist ein etwa 500 m hoher Hügel auf Elephant Island im Archipel der Südlichen Shetlandinseln. Er ist die nördlichste Erhebung der Insel und ragt südlich des Kap Yelcho auf.
Wissenschaftler der British Joint Services Expedition (1970–1971) benannten ihn deskriptiv nach seinem Aussehen.